# Exoprosopa pleroxantha
Exoprosopa pleroxantha är en tvåvingeart som beskrevs av Hesse 1936. Exoprosopa pleroxantha ingår i släktet Exoprosopa och familjen svävflugor. Inga underarter finns listade i Catalogue of Life.